# Freudenberg (Beiersdorf-Freudenberg)
Freudenberg ist ein Ortsteil der Gemeinde Beiersdorf-Freudenberg im Landkreis Märkisch-Oderland in Brandenburg.

## Geographie
Der Ort liegt 2 Kilometer ostnordöstlich von Beiersdorf und 17 Kilometer südwestlich von Bad Freienwalde (Oder). Die Nachbarorte sind Tiefenseer Siedlung im Norden, Brunow im Nordosten, Leuenberg und Ausbau Tiefensee im Osten, Tiefensee und Bahnhofssiedlung im Südosten, Beiersdorf Ausbau und Beiersdorf im Südwesten sowie Beerbaum im Nordwesten.

## Geschichte
Die Kirche von Beiersdorf, ein Feldsteinbau mit Westquerturm in Schiffsbreite wurde 1945 kriegszerstört. Sie geht im Kern auf das 13. Jh. zurück und wurde 1738 grundlegend erneuert.
In der DDR galt eine Gaststätte am Freudenberger Dorfteich wegen der guten Gastronomie und der kulturellen Angeboten mit namhaften Künstler bis Berlin als „Geheimtip“. Sie wurde nach der deutschen Wiedervereinigung aufgegeben.